# شمندر بحري
الشمندر البحري أو البنجر البحري، أو السلق البحري (الاسم العلمي: Beta vulgaris subsp. maritima (L.) Arcangeli)، هو نبات معمر من العالم القديم بأوراق صالحة للأكل [الإنجليزية]، مما أدى إلى الاسم الشائع السبانخ البرية.

## وصف
الشمندر البحري هو نبات معمر منتصب ومترامي الأطراف يصل ارتفاعه إلى 80 سنتيمتر (31 بوصة) بأوراق خضراء داكنة وجلدية وغير مُسننة ولامعة. الأوراق السفلية مُتموجة ومُثلثة الشكل تقريبًا بينما الأوراق العلوية ضيقة وبيضاوية.يزهر في الصيف، يحمل النورة على ساق سميكة ولحمية مُخددة في سنبلة مورقة. الأزهار الفردية خنثى وخضراء وصغيرة مع سبلات تُصبح سميكة وصلبة حول الثمار. تُلقح عن طريق الرياح.

## التصنيف
كان هذا النوع في السابق من فصيلة قطيفية. كان كارل لينيوس أول من وصف نبات الشمندر في عام 1753؛ وفي الطبعة الثانية من كتاب أنواع النباتات في عام 1762، قسم النوع إلى أصناف برية ومزروعة، وأطلق اسم بيتا ماريتيما على الصنف البري.
يعتبر الشمندر البحري السلف البري للخضروات الشائعة مثل الشمندر، والشمندر السكري، والسلق السويسري.

## التوزيع والموئل
يتواجد الشمندر البحري في المواقع البحرية في أوروبا وشمال أفريقيا وجنوب آسيا. في الجزر البريطانية، عُثر عليه حول سواحل إنجلترا وويلز وأيرلندا وجنوب اسكتلندا. ينمو في أعلى الشواطئ الرملية والحصوية، وعلى خط المد والجزر في المستنقعات المالحة، على الجدران البحرية والصخور والمنحدرات الساحلية. كما يوجد أيضًا في الأراضي البور بالقرب من البحر، وأحيانًا على أكوام القمامة وعلى جوانب الطرق الداخلية. على ضفاف الحصى لشاطئ تشيزيل [الإنجليزية] في دورست، يُهيمن على خط المد والجزر جنبًا إلى جنب مع الرغل Atriplex spp، وهو في حالة توازن ديناميكي مع مجتمع تُهيمن عليه القليئة الشجيرية السويداء الحقيقية.
يحتاج إلى تربة رطبة جيدة التصريف، ولا يتحمل الظل [الإنجليزية]. ومع ذلك، فإنه قادر على تحمل مستويات عالية نسبيا من الصوديوم في بيئته.

## الاستخدامات
أوراقها لها ملمس وطعم لطيفين، ويمكن تقديمها نيئة أو مطبوخة (بدون السيقان القاسية)، على غرار السبانخ.
ذُكر في الطب النبوية لابن قيم الجوية سلقًا.